# Patrick Dewaere
Patrick Dewaere, nato Patrick Jean-Marie Henri Bourdeaux (Saint-Brieuc, 26 gennaio 1947 – Parigi, 16 luglio 1982), è stato un attore francese.

## Biografia
Nato a Saint-Brieuc, nella Bretagna, in una famiglia di artisti, dalla relazione della madre Mado Maurin (1915-2013) col paroliere Michel Têtard (1925-1960), ma che in seguito sposerà Pierre-Marie Bourdeaux (1905-1967), che Patrick riconoscerà come suo padre naturale. Dewaere fu uno degli attori più promettenti e popolari del cinema francese tra la fine degli anni sessanta ed i primissimi anni ottanta.
Dopo aver militato - assieme a tutti i suoi fratelli - nel gruppo teatralmusicale de Les Petits Maurin durante la propria infanzia e adolescenza, nel 1968 entrò a far parte del Café de la Gare, un gruppo di artisti che includeva anche Gérard Depardieu, Coluche e Miou-Miou, con la quale avrà una tormentata relazione e che gli darà una figlia, Angèle. Inizialmente, quando era ancora un componente dei Petits, utilizzava lo pseudonimo di Patrick Maurin (dal cognome della madre, l'attrice Mado Maurin), per poi adottarne quello di Patrick Dewaere (storpiando il cognome da nubile della sua nonna materna di origine fiamminga, Devaëre) per la sua carriera solista, che, diverso tempo dopo, adottò anche legalmente.
Nel 1971 interpretò alcuni piccoli ruoli in televisione ma il talento artistico di Dewaere si pose in evidenza sul grande schermo nella commedia anarchica I santissimi (1974) di Bertrand Blier, in cui recitò accanto a Depardieu nel ruolo del malavitoso. L'attore lavorò ancora con Depardieu nella commedia di Blier Preparate i fazzoletti, vincitrice di un Premio Oscar nel 1978. Nel 1976 apparve in Italia in un film d'autore, Marcia trionfale di Marco Bellocchio, nel ruolo del ten. Baio. Nel 1977 fu protagonista con Ugo Tognazzi e Ornella Muti del film La stanza del vescovo di Dino Risi, tratto dall'omonimo romanzo di Piero Chiara. Nel 1979 partecipò al film drammatico corale L'ingorgo di Luigi Comencini. 
Nonostante l'indiscusso successo, Dewaere fu spesso descritto come un individuo problematico, dalla personalità fragile e nevrotica. Nel 1982, poco dopo l'uscita del film Paradis pour tous, commedia dove il suo personaggio si toglieva la vita, l'attore si suicidò con un colpo di carabina nella sua abitazione di Parigi.

## Omaggi postumi
Il "Patrick Dewaere Award" fu istituito in Francia nel 1983. Sull'attore venne realizzato anche un documentario, Patrick Dewaere, presentato nel 1992 al Festival di Cannes. 
Un nuovo documentario, Patrick Dewaere, mon héros, realizzato da Alexandre Moix, è stato presentato al Festival di Cannes del 2022. La voce fuori campo è quella dell'attrice Lola Dewaere, figlia di Patrick e di Élisabeth Malvina Chalier.

## Filmografia

### Cinema
- La vita di Jean Henri Fabre (Monsieur Fabre), regia di Henri Diamant-Berger (1951)
- La Madelon, regia di Jean Boyer (1955)
- Miss spogliarello (En effeuillant la marguerite), regia di Marc Allégret (1956) (non accreditato)
- L'ombra sul tetto (Je reviendrai à Kandara), regia di Victor Vicas (1956)
- Destinazione Parigi (The Happy Road), regia di Gene Kelly (1957) (non accreditato)
- Le spie (Les Espions), regia di Henri-Georges Clouzot (1957)
- Mimi Pinson, regia di Robert Darène (1958)
- Parigi brucia? (Paris brûle-t-il?), regia di René Clément (1966) (non accreditato)
- La Vie sentimentale de Georges Le Tueur, regia di Daniel Berger (1971)
- Gli sposi dell'anno secondo (Les Mariés de l'an II), regia di Jean-Paul Rappeneau (1971)
- Unico indizio: una sciarpa gialla (La Maison sous les arbres), regia di René Clément (1971)
- Belle, regia di Yuri German (1972)
- La dialectique peut-elle casser des briques?, regia di Kuang-chi Tu e René Viénet (1973)
- Il mangiaguardie (Themroc), regia di Claude Faraldo (1973)
- I santissimi (Les Valseuses), regia di Bertrand Blier (1974)
- Au long de rivière Fango, regia di Sotha (1975)
- Lily, aime-moi, regia di Maurice Dugowson (1975)
- Pas de problème!, regia di Georges Lautner (1975)
- Un letto in società (Catherine et Compagnie), regia di Michel Boisrond (1975)
- Dai sbirro (Adieu poulet), regia di Pierre Granier-Deferre (1975)
- La Meilleure Façon de marcher, regia di Claude Miller (1976)
- Marcia trionfale, regia di Marco Bellocchio (1976)
- Come è cambiata la nostra vita (F... comme Fairbanks), regia di Maurice Dugowson (1976)
- Il giudice d'assalto (Le Juge Fayard dit le Shérif), regia di Yves Boisset (1977)
- La stanza del vescovo, regia di Dino Risi (1977)
- Preparate i fazzoletti (Préparez vos mouchoirs), regia di Bertrand Blier (1978)
- La Clé sur la porte, regia di Yves Boisset (1978)
- L'ingorgo, regia di Luigi Comencini (1979)
- Il sostituto (Coup de tête), regia di Jean-Jacques Annaud (1979)
- Il fascino del delitto (Série noire), regia di Alain Corneau (1979)
- Paco el seguro, regia di Didier Haudepin (1979)
- Una brutta storia (Un mauvais fils), regia di Claude Sautet (1980)
- Psy, regia di Philippe de Broca (1981)
- Plein sud, regia di Luc Béraud (1981)
- Ormai sono una donna (Beau-père), regia di Bertrand Blier (1981)
- Les matous sont romantiques, regia di Sotha (1981)
- Hôtel des Amériques, regia di André Téchiné (1981)
- Mille miliardi di dollari (Mille milliards de dollars), regia di Henri Verneuil (1982)
- Paradis pour tous, regia di Alain Jessua (1982)

### Televisione
- Maison de poupée, regia di Claude Loursais – film TV (1954)
- Misère et noblesse, regia di Marcel Bluwal – film TV (1958)
- Angélica...a...a, regia di Lazare Iglesis – film TV (1959)
- La déesse d'or, regia di Robert Guez – serie TV (1961)
- L'abonné de la ligne U – serie TV (1964)
- Jean de la Tour Miracle, regia di Jean-Paul Carrère – serie TV (1967)
- Les hauts de Hurlevent, regia di Jean-Paul Carrère – film TV (1968)
- Si j'étais vous, regia di Ange Casta – film TV (1971)

## Doppiatori italiani
- Pino Colizzi in Marcia trionfale, La stanza del vescovo
- Vittorio Stagni in Dai sbirro